# Kalanaur (Rohtak)
Kalanaur is een stad en gemeente in het district Rohtak van de Indiase staat Haryana. 

## Demografie
Volgens de Indiase volkstelling van 2001 wonen er 16.847 mensen in Kalanaur, waarvan 53% mannelijk en 47% vrouwelijk is. De plaats heeft een alfabetiseringsgraad van 65%. 